# Einar Johanson
För andra betydelser, se Einar Johansson (olika betydelser).

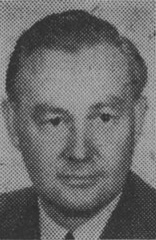
Einar Johanson

Nils Einar Johanson, född 30 augusti 1902 i Värnamo, död 27 januari 1981 i Olofström, var en svensk arkitekt.
Johanson, som var son till grundläggare Aron Johanson och Hulda Sofia Knutsson, avlade realexamen 1918 och blev diplomarkitekt i Tyskland 1923. Han var anställd hos arkitekt Adolf Wiman i Växjö 1923–1933, bedrev egen arkitektverksamhet i Kristianstad från 1933, innehade elektrisk ljuskopieringsanstalt där från 1935 och var även tjänstearkitekt i Olofström från 1946. Han var styrelseledamot i Fastighets AB Kristian IV i Kristianstad från 1943, i Fastighets AB Riksens Ständer där från 1945 och i Sågbolaget N.E. Johanson & Co. i Sjöbo från 1948.